# Pierluigi Carafa
Pierluigi Carafa, dito o menor ou júnior (4 de julho de 1677 - 15 de dezembro de 1755) foi um cardeal napolitano, decano do Colégio dos Cardeais.

## Biografia
Sexto dos sete filhos de Francesco Maria Carafa, príncipe de Belvedere e Marquês de Anzi, e Giovanna Oliva Grimaldi, dos príncipes de Gerace. Seu primeiro nome também é listado como Pier Luigi e como Petrus Aloysius, e seu sobrenome como Caraffa. A família Carafa contou com vários cardeais, incluindo o Papa Paulo IV.
Estudou na Universidade La Sapienza, de Roma, doutorado utroque iure, em direito canônico e direito civil, em 19 de outubro de 1694.

## Vida religiosa
Foi referendário dos Tribunais da Assinatura Apostólica da Justiça e da Graça, em 1 de abril de 1699. Nesse mesmo ano, foi nomeado camareiro privado de Sua Santidade. Vice-legado de Urbino, 19 de julho de 1701 até 1703. Governador de Camerino, 7 de setembro de 1703. Governador de Ancona, 8 de janeiro de 1705. Clérigo da Câmara Apostólica, 12 de janeiro de 1708. Presidente delle Ripe, 1709. Mordomo do Cardeal Renato Imperiali, quando ele foi para Milão como legado a latere ante o Imperador Carlos VI, que estava voltando da Espanha em 1711. Através do cardeal Francesco Pignatelli, Arcebispo de Nápoles, na capela privada do Cardeal, recebeu as ordens menores, em 27 de dezembro de 1712, o subdiaconato em 15 de janeiro, o diaconato em 22 de janeiro, e ordenado padre em 19 de fevereiro de 1713.
Eleito arcebispo-titular de Larissa, em 27 de março de 1713. Consagrado em 2 de abril de 1713, Nápoles, pelo cardeal Francesco Pignatelli, auxiliado por Francesco Maria Carafa, bispo de Nola, e por Oronzio Filomarini, bispo de Gallipoli. Torna-se Assistente no Trono Pontifício, em 16 de abril. Nomeado núncio na Toscana, de 20 de julho de 1713 até 1717. Foi secretário da congregação da Propaganda Fide, 12 de abril de 1717 até 1724; consultor da Congregação da Inquisição Romana e Universal, setembro 1722; secretário da Congregação dos Bispos e Regulares, novembro de 1724..
Criado cardeal-presbítero no consistório de 20 de setembro de 1728, pelo Papa Bento XIII, recebeu o barrete cardinalício e o título de São Lourenço em Panisperna em 15 de novembro. Abade commendatario de Ferraria, 1729. Camerlengo do Colégio dos Cardeais, 11 de fevereiro de 1737 até 27 de janeiro de 1738. Optou pelo título de Santa Priscila em 16 de dezembro de 1737. É nomeado protetor dos Camaldulenses em 1739.
Passou para a ordem dos cardeais-bispos e assumiu a sé suburbicária de Albano em 16 de setembro de 1740. Vice-decano do Sagrado Colégio dos Cardeais. Passou para a sé de Porto e Santa Rufina em 15 de novembro de 1751. Em 9 de abril de 1753, assumiu a suburbicária de Ostia–Velletri, sé do decano do Sacro Colégio dos Cardeais. Foi conhecido pela generosidade com os pobres.
Morreu em 15 de dezembro de 1755, às 08h30, Roma. Foi transferido no dia seguinte à igreja de S. Andrea delle Fratte, em Roma, onde a capella papalis ocorreu em 18 de dezembro e enterrado na capela de San Francesco di Sales, naquela igreja. No lado esquerdo da capela foi erguido um monumento em sua memória, com a sua estátua se ajoelhando diante do altar do santo.

## Conclaves
- Conclave de 1730 - participou da eleição do Papa Clemente XII[3]
- Conclave de 1740 - participou da eleição do Papa Bento XIV[3]